# Сере Уберто (Кунео)
Сере Уберто је насеље у Италији у округу Кунео, региону Пијемонт.
Према процени из 2011. у насељу је живело 15 становника. Насеље се налази на надморској висини од 1549 м.